# Одоранти
Одора́нт (англ. odorant; нім. Odorierungsmittel n, Odorant m) — речовина, яку додають до газу, щоб надати йому сильного специфічного запаху, головним чином попереджувального, або за яким визначають місця витікання. Як одоранти використовують меркаптани (етилмеркаптан, метилмеркаптан, пропілмеркаптан, ізопропілмеркаптан тощо) і сульфіди (діетилсульфід, діметилсульфід, діметилдисульфід та ін). 
В Україні для одоризації вуглеводневих газів використовують етилмеркаптан (С2Н5SH) — безбарвну прозору рідину, органічну сполуку сірки, яка має різкий неприємний запах. Відомі також інші одоранти: каптан, сульфан і так далі.